# Jonas Mikalčius
Pas d'image ? Cliquez ici

a Compétitions nationales et continentales officielles uniquement.

b Matchs officiels uniquement.
Dernière mise à jour le 06/11/2021.
Jonas Mikalčius, né le 1er mai 1994, est un joueur lituanien de rugby à XV qui évolue principalement au poste d'ailier. 

## Biographie
Jusqu'à l'âge de 16 ans, Jonas Mikalcius pratique la natation. Il commence alors le rugby en Lituanie à Šiauliai, sa ville natale, et s'y fait rapidement remarquer en tant que troisième ligne. Il décide alors une expérience à l'étranger, en rejoignant en 2013 l'académie des Sharks en Afrique du Sud. Il n'y reste qu'une saison, souhaitant se rapprocher de sa famille. Il se voit alors offrir une bourse par le Hartpury College (en) en Angleterre, ainsi que l'opportunité d'intégrer le Hartpury University RFC, le club lié à l'université. Il choisit de préparer son après-carrière, en préparant ses diplômes pour être préparateur physique.
Avec Hartpury, il évolue en National League One. S'il y arrive en tant que troisième ligne, ses entraîneurs lui décèlent des qualités, autant physiques que techniques, pour évoluer au poste d'ailier. Dès la présaison 2014, il entame sa reconversion. Ses efforts paient, et il termine meilleur marqueur d'essais du championnat lors de l'exercice 2015-2016. Il inscrit 27 essais, dont cinq triplés. 
Ses performances le propulsent sur le devant de la scène. Il devient un des espoirs les plus en vue du pays, et est ainsi signé par les Harlequins en 2016. Il y signe un contrat de trois ans, en deux parties. Une saison dans l'académie, et deux saisons séniors. Pour sa première saison, il est aussi mis à disposition d'Hartpury, où il termine ses études. Il dispute aussi les Premiership Rugby Sevens Series (en) avec les Harlequins, où il se met en valeur, ainsi qu'un match de présaison.
En novembre 2016, il a l'occasion d'affronter les Māori qui viennent disputer un match face aux Harlequins. Avec Hartpury, Mikalcius et ses équipiers terminent invaincus durant la saison de National League One. Ils obtiennent la promotion en Championship, tandis que Mikalcius est de nouveau le meilleur scoreur du championnat avec 36 essais inscrits.
Il n'est néanmoins pas prévu que Mikalcius poursuive avec Hartpury, puisqu'il doit intégrer à temps plein l'effectif des Harlequins. Las, lors de l'édition 2017 des Premiership Rugby Sevens Series qui se tient pendant la présaison, il se blesse gravement. Il doit subir une reconstruction multiligamentaire du genou, qui doit le tenir éloigné des terrains pendant toute la saison. Mais après une saison sans joueur, il n'est pas conservé par les Harlequins.
Il rentre alors en Lituanie, et revient au jeu avec la sélection nationale à sept. Son retour est victorieux, puisque les lituaniens remportent le Rugby Europe Sevens Trophy (en).
Après deux ans sans jouer en club, il arrive à retrouver un contrat professionnel. Il s'engage en Championship en faveur du London Scottish FC. Mais il se blesse de nouveau en début d'année 2020, et est de nouveau non conservé, étant remplacé par Mike Te'o.
Il rentre alors au pays, et joue avec Ligue balte avec l'un des clubs de Šiauliai, le Šiaulių.
En fin d'année 2020, il s'essaie au Rugby à dix, et est inclus au sein de l'effectif du Phoenix pour les World Tens Series.
En 2021, il est de nouveau impliqué dans la campagne européenne de l'équipe lituanienne de rugby à sept. Avec son équipe, il réalise l'exploit d'arriver en finale du tournoi de Russie à Moscou (où ils sont battus par Espagne, et terminent à la 4e place du Sevens Championship Series.
Peu présent auprès de la sélection à XV à cause de ses blessures, il est de retour dans l'équipe en 2021. Après avoir affronté l'Ukraine, il déclare ne pas avoir ressenti de douleurs, et ce pour la première fois depuis plusieurs années.
En 2022, il participe au Supersevens en France avec le Monaco rugby sevens. Ils remportent notamment la deuxième étape estivale à La Rochelle.

## Palmarès
- National League One 2017
- Rugby Europe Sevens Trophy 2019 (en)
- Supersevens :
  - Vainqueur d'étape (1) : La Rochelle (2022) avec le Monaco rugby sevens.